# جانگ هیانگ سیاک
جانگ هیانگ سیاک (انگلیسی: Jang Hyung-seok؛ زادهٔ ۷ ژوئیهٔ ۱۹۷۲) یک بازیکن فوتبال اهل کره جنوبی است.
وی همچنین در تیم‌های ملی فوتبال کره جنوبی کره جنوبی کره جنوبی بازی کرده‌است.